# 4. gardna zračnoprevozna divizija (ZSSR)
Za druge 4. divizije glejte 4. divizija.
4. gardna zračnoprevozna divizija je bila gardna zračnoprevozna divizija v sestavi Rdeče armade med drugo svetovno vojno.

## Zgodovina
Divizija je bila ustanovljena decembra 1942 z reorganizacijo ostankov štaba 1. zračnoprevoznega korpusa. 
Med drugo svetovno vojno je sodelovala v bitka za Bratislavo in za Prago.

## Organizacija
- štab
- 9. gardni strelski polk
- 12. gardni strelski polk
- 15. gardni strelski polk
- 1. gardni artilerijski polk